# Iconi
 (décembre 2022).
Iconi (ou Ikoni : إكوني) est une ville de l'union des Comores, située au pied du mont-Djabal, au sud-ouest de l'île de Grande Comore. En 2012, elle est la deuxième ville la plus peuplée de l'île avec 8 817 habitants.
Elle était la capitale du sultanat de Bambao et le palais de Kapviridjohé le siège du Sultanat. Ce palais a été restauré et abrite le tombeau du Prince Saïd Ibrahim, fils de Said Ali bin Said Omar, dernier sultan de Grande Comores.
La ville d’Iconi ne cesse de surprendre par son folklore. Passant par le toirab de Nour El Djabal, aux danses traditionnelles appelées Shi Goma ; jusqu’aux duelles à la tombée de la nuit; Iconi met en lumière les coutumes ancestraux, tout en cherchant à s’imposer dans la modernité. Elle a inspiré plusieurs associations et plusieurs PME. Cela se voit à travers leurs appellations : Djabal Foot, Djabal Basket, Djabal Santé,etc. La Montagne Djabal reste un symbole de courage, et devient l’emblème de la ville. Nombreux guerriers, hommes politiques, hommes de Lettres sont nés dans cette ville de la Grande Comores.

## Histoire

### Avant la colonisation
Comme dans les autres villes anciennes des Comores ; à Iconi il y eut un rempart entourant la ville. Dans cette ville côtière, le rempart a été posé sur la montagne , pour créer une forteresse, qui allait protéger les habitants à chaque fois qu'il y aurait des attaques. Des attaques souvent orchestrées par les étrangers.
Une histoire encore plus vivace remonte à l'époque des razzias malgaches, où ce peuple voisin voulait piller la ville, comme le reste de Ngazidja (Grande Comore). Les femmes d'Iconi ont été cachées dans la montagne. Une de ces femmes du nom de Fatima Karibangwé a choisi la mort en se jetant du haut de la falaise pour ne pas devenir esclave. Fatima Karibangwé pensait que si elle devenait esclave des malgaches, ce destin ne sera pas seulement le sien, mais celui de toutes les autres femmes comoriennes.[réf. nécessaire] Comme à Iconi, à Mutsamudu des femmes évitèrent l'esclavage en se faisant exploser dans la salle des munitions.

### Pendant la colonisation française

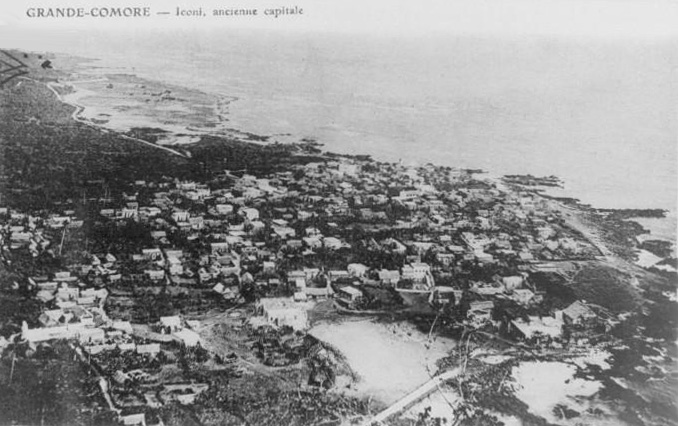
« Iconi, ancienne capitale » (début du XXe siècle).

## Géographie
La ville d’Iconi est située dans la région de Bambao ya Mboini du département de Bambao. Elle est entourée de Moroni, Mdé et Mbachilé.  Cette ville est l'une des plus grandes de l’ile et les plus peuplées. Elle est côtière, sa surface est plane et sa terre est propice aux cultures locales.

### Topographie
Iconi est divisée en trois grands quartiers : le Mdraya Wa Djou (le quartier haut littéralement), le Mdraya Mboini (plus localisé vers les côtes de la ville), le Harmoi Mdji le centre de la ville). Chacun de ses quartiers regorge de subdivisions. On s’y perd facilement dans les ruelles de cette ville médiévale. Toutefois , on se demande si on ne devrait pas en compter 4, avec les nouveaux quartiers (Mutuelle, Uziyo,Zikumbini,…).

### Relief
La ville abrite des massifs montagneux. Certains sont cachés dans les zones encore peu exploitées d’Iconi comme Mahawini, Mutuelle.
Une seule montagne attire tous les regards, le mont Djabal. Les natifs se sont partagé les terres agricoles du mont Djabal, de génération en génération. Certains vendent et d’autres labourent pour avoir de quoi se nourrir ou vendre au marché.

### Hydrographie
La ville est côtière , les natifs ont nommé les différents recoins de la ville pour s’y retrouver avec des amis , voisins ,..Afin de s’afférer à des travaux ménagers tels que la lessive et la vaisselle; mais aussi pour la pêche , les baignades,.. Les recoins les plus connus sont le: Ha badjoumoi Ntsoiyi avec ces jolies coquillages , récifs et magnifiques couchers de soleil; Ha moursala pour son sable fin et ses grosses vagues 
À Iconi même se trouvent des points d’eau . Un en particulier est le lieu incontournable de la ville, Bichioni. Il est mis en valeur par les habitants et se situe face à la grande mosquée du vendredi mais aussi à d’autres mosquées du quartier. Un lieu idéal pour des bains nocturnes ou matinales.  Vers le bout de la ville , non loin du village de Mbachilé se  trouve le lac Nkwabé, avec ses mangroves et son eau limpide.

### Transports
En transport en commun (souvent en taxi), partir d'Iconi pour aller à Moroni coûte 250 francs comoriens. Cette somme équivaut à 0,51€ , qu'on paie peu importe l'endroit où on veut s'y rendre tant que c'est à Moroni. Le paiement se fait à l'arrivée.

## Légendes
Selon la tradition, Iconi, autrefois Zikikoni, aurait été fondée après une migration de la population de la cité de Malozine détruite par une coulée de lave. Cette population était issue de trois familles mythiques, les Inya Djiva, les Inya Mawahico, les Inya Djombé.
Lors du razzia malgache , le fils du vizir, Kari M'Bangoue entre dans la légende des fiers guerriers comoriens en tuant 38 pirates à lui seul. 